# Franz Kuhn von Kuhnenfeld

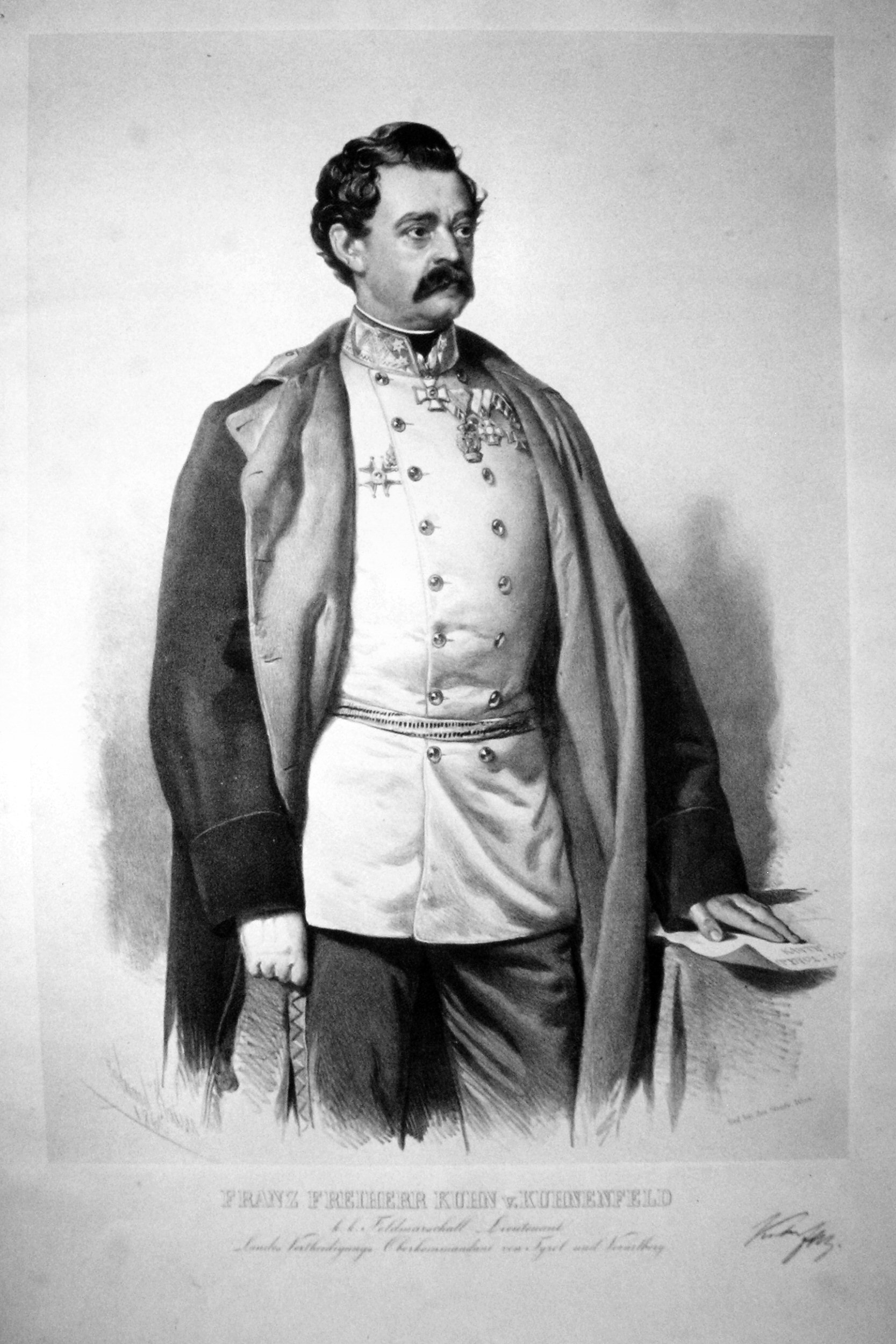
Franz Kuhn von Kuhnenfeld, Lithographie von Eduard Kaiser, 1866

Franz Freiherr Kuhn von Kuhnenfeld (* 15. Juli 1817 in Proßnitz, Mähren, Kaisertum Österreich, heute Prostějov in Tschechien; † 25. Mai 1896 nahe Strassoldo, Grafschaft Görz und Gradisca, Österreich-Ungarn, heute in Friaul, Italien) war k.u.k. Reichskriegsminister von Franz Joseph I., Gegenspieler Giuseppe Garibaldis und Befürworter einer distanzierten Haltung Österreich-Ungarns zum Deutschen Reich. In seiner Amtszeit erfolgte in Cisleithanien (Altösterreich) ebenso wie in Transleithanien durch vereinbarte Gesetze die Einführung der Allgemeinen Wehrpflicht sowie die endgültige Abschaffung der körperlichen Züchtigung im Militär.

## Leben

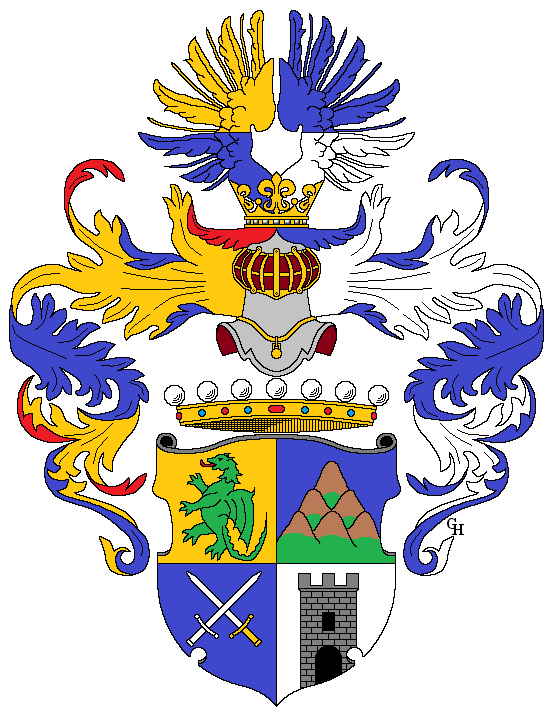
Freiherrenwappen Kuhn von Kuhnenfeld, verliehen 1852.

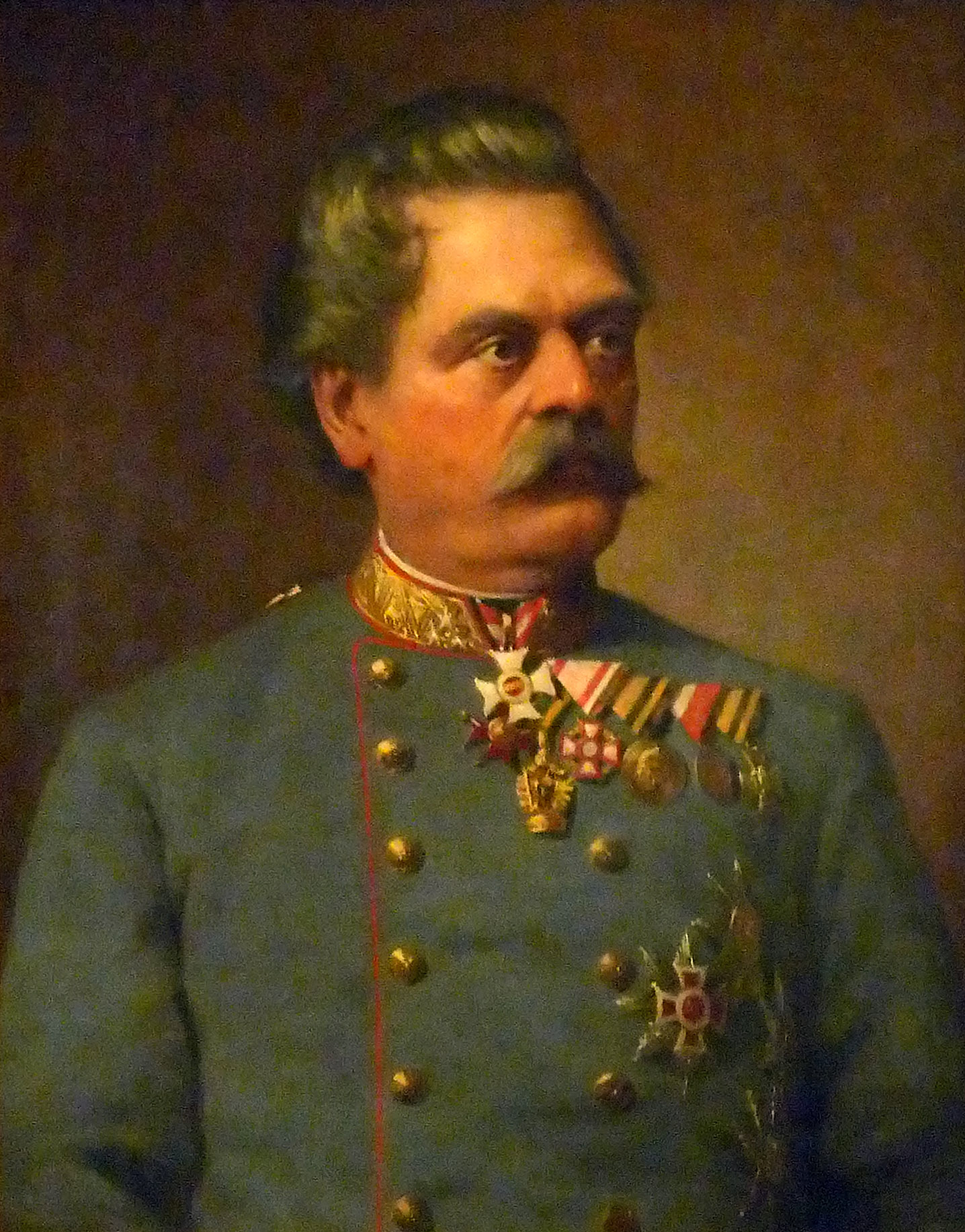
Franz Kuhn von Kuhnenfeld (Porträt von Ludwig Ferdinand Graf, 1890, Heeresgeschichtliches Museum)

Kuhn war Sohn des 1823 geadelten Majors Franz von Kuhn (1772–1842) und der Bauerntochter Johanna Schwab (1787–1856). Er absolvierte mit Auszeichnung die Theresianische Militärakademie in Wiener Neustadt und trat 1837 in den Militärdienst ein. Er gehörte als Major während der Kämpfe 1848 bis 1849 in Italien und Ungarn dem Generalquartiermeisterstab an. Anschließend war Kuhn mehrere Jahre Chef des Generalstabs beim 11. Armeekorps in Ungarn. Inzwischen war er 1852 in den Freiherrenstand erhoben und 1853 zum Oberstleutnant befördert worden. Im Jahr 1856 kam Kuhn als Professor für Strategie an die Kriegsschule in Wien. Als Generalstabschef des Feldzeugmeisters Ferencz József Gyulay machte er 1859 den Sardinischen Krieg mit. Am 29. Oktober 1863 wurde er zum Generalmajor ernannt.
Im Dritten Italienischen Unabhängigkeitskrieg von 1866 wurde General Kuhn mit der selbstständigen Leitung der Verteidigung des Landes Tirol gegen die Italiener beauftragt. Er konnte die Angriffe der zahlenmäßig überlegenen Freischaren Garibaldis in mehreren Gefechten von Monte Suello (3. Juli), Vezza (4. Juli), Spondalunga (11. Juli), Cimego (16. Juli) und Monte Notta (18. Juli) geschickt abwehren. Am 21. Juli unterlag seine Mittelgruppe zwar gegen Garibaldi bei Bezecca, Trient war unmittelbar gefährdet, aber am 23. Juli konnte er gegenüber der italienischen Division unter General Medici bei Borgo sowie am 25. Juli bei Vigolo die Lage wiederherstellen. Durch seine gut gewählten Dispositionen und seine elastische Kriegführung konnte das Trentino weiterhin behauptet werden. Für die erfolgreiche Verteidigung der Südgrenze Tirols wurde er mit dem Kommandeurkreuz des Theresienordens ausgezeichnet und am 17. August 1866 zum Feldmarschallleutnant befördert.
Kuhn wurde am 18. Jänner 1868 vom Monarchen zum Reichskriegsminister ernannt. In seiner Amtszeit bis 14. Juni 1874 erfolgte durch gleichlautende österreichische und ungarische Gesetze die Einführung der Allgemeinen Wehrpflicht
in beiden Teilstaaten Österreich-Ungarns sowie die endgültige Abschaffung der körperlichen Züchtigung
im Militär. Als das neue österreichische Wehrgesetz am 5. Dezember 1868 unterzeichnet wurde, erhielt Kriegsminister Kuhn noch am selben Tag mit kaiserlichem Handschreiben das Großkreuz des Leopold-Ordens.
In den folgenden Jahren begann er mit der Auflösung der überholten Militärgrenze zum Osmanischen Reich. Am 23. April 1873 wurde er zum  Feldzeugmeister befördert. Am 14. Juni 1874 wurde Kuhn von  Franz Joseph I. als Kriegsminister abgelöst und zum Generalkommandanten der Steiermark, Kärntens und der Krain ernannt.
Der altösterreichische Patriot und Preußengegner war 1870 ein Befürworter des Kriegseintritts Österreich-Ungarns an der Seite Frankreichs. In den 1880er Jahren machte er aus seiner Abneigung gegen den Zweibund kein Hehl und forderte als Alternative eine Allianz mit Frankreich und Russland unter Preisgabe der Orientpolitik (also Räumung von Bosnien und Herzegowina) und die Vernichtung Preußens. Kuhn stimmte in diesen Fragen mit Kronprinz Rudolf voll überein. Sieben Wochen nach einer diesbezüglichen Unterredung mit Rudolf im Mai 1888 wurde Kuhn plötzlich und unerwarteterweise in den Ruhestand versetzt, vermutlich weil sich Rudolf auf ihn als Gleichgesinnten berufen hatte.
Kuhn erlag, verbittert über seine „Kaltstellung“, am 25. Mai 1896 auf seinem Landsitz Strassoldo in der Grafschaft Görz und Gradisca einem schweren Herzleiden.

## Landesaufnahme
Da die vorhandenen Militärkarten sich im verlorenen Krieg gegen Preußen nicht bewährt hatten, schlug Kriegsminister Kuhn dem Kaiser am 8. Oktober 1869 eine Neuvermessung der gesamten Doppelmonarchie vor. Franz Joseph I. genehmigte dies nach nur zwei Tagen.
Die neue Franzisco-Josephinische Landesaufnahme, auch Kuhn’sche Landesaufnahme oder Dritte Landesaufnahme genannt, wurde vom Wiener Militärgeographischen Institut im Maßstab 1 : 25.000 erstmals im metrischen System durchgeführt und in nur 18 Jahren abgeschlossen. Veröffentlicht wurden 752 Blätter der Spezialkarte Österreich-Ungarn im Maßstab 1 : 75.000 mit Höhenschichtlinien und Schraffuren. Diese Karten blieben teilweise bis in die 1960er Jahre in Verwendung.
Während seiner Zeit als Generalmajor in Tirol war Kuhn im September 1864 auf einen jungen Leutnant namens Julius Payer aufmerksam geworden, der beim Bergsteigen im Urlaub eigene Karten gezeichnet hatte. Payer bezeichnete die Begegnung mit dem General später als alles entscheidend für sein Leben.
Als Kuhn Anfang 1868 Kriegsminister geworden war, erinnerte er sich an Payer und berief ihn an das Militärgeographische Institut, dessen Direktor August von Fligely Payer weiter förderte.
Zur Erstellung neuer Karten vom Adamello- und Ortlergebiet erhielt Payer drei bergerfahrene Tiroler Kaiserjäger, 1000 Gulden und einen Theodolit.
Nachdem Payer die Vermessungsarbeiten im Herbst 1868 abgeschlossen hatte, entband ihn der Kriegsminister im Jänner 1869 von seinen Dienstpflichten, um ihm die Teilnahme an der Zweiten Deutschen Nordpolar-Expedition (1869/70) von Petermann und Koldewey zu ermöglichen. Kuhn gehörte später auch zu den Unterstützern der Österreichisch-Ungarischen Nordpol-Expedition von Payer und Weyprecht (1872–1874).
Der Historiker Günther Hamann bezeichnete Kuhn als Schlüsselfigur für die ganze wissenschaftliche Laufbahn Payers und damit auch für das Zustandekommen der Entdeckungsfahrt der Tegetthoff.
Die Insel Kuhn Ø an der Küste Grönlands und die Kuhn-Insel (Franz-Josef-Land) in der russischen Arktis sind nach General Kuhn benannt.